# Samenstau
Der Samenstau ist eine moderne Legende, die besagt, dass der männliche Hoden unter fortwährender Spermienproduktion bei sexueller Enthaltsamkeit und fehlender Entleerung durch Geschlechtsverkehr oder Masturbation zu verstärkter Libido sowie zu einer angeblichen Anschwellung des Hodensackes führe.
Tatsächlich werden im Hoden zwar andauernd neue Spermien produziert, jedoch werden ungebrauchte Spermien vom männlichen Körper früher oder später entweder resorbiert und damit aufgelöst oder in einer Pollution ausgestoßen. Somit kann ein dauerhafter „Rückstau“ der Samenflüssigkeit nicht entstehen.
Nach einem Sexualakt oder längerer, starker Erregung ohne Samenerguss kann es jedoch zu Druckempfinden oder Schmerzen in den Nebenhoden und den Samenleitern kommen. In der Umgangssprache wird dies auch Samenstau genannt. Tatsächlich handelt es sich aber um Kavaliersschmerzen (auch „Bräutigamsschmerz“), die durch Krämpfe der glatten Muskulatur ausgelöst werden.
Medizinisch ist ein echter Samenstau vorübergehend nach operativer Unterbrechung der Samenleiter möglich. Aber auch in diesem Falle werden nach einiger Zeit die produzierten Spermien ohne Krankheitsanzeichen vom männlichen Körper resorbiert.

## Rezeption
Die Legende wird gelegentlich in literarischen Werken verarbeitet, insbesondere in den Genres „Junger Roman“ und „Gesellschaftssatire“, wie zum Beispiel von dem österreichischen Schriftsteller Thomas Glavinic, der in seinem Roman Wie man leben soll seine zeitgenössische und tragikomische „Taugenichts“-Erzählerfigur, Karl Kolostrum, an einem „permanenten Samenstau“ leiden lässt.